# Bistum Tzaneen
Das Bistum Tzaneen (lat.: Dioecesis Tzaneensis) ist eine in Südafrika gelegene römisch-katholische Diözese mit Sitz in Tzaneen.

## Geschichte
Papst Johannes XXIII. gründete mit der Apostolischen Konstitution Christi mandatum  die Apostolische Präfektur Louis Trichardt am 27. Dezember 1962 aus Gebietsabtretungen der Territorialabtei Pietersburg.
Am 16. November 1972 erhob sie Paul VI. mit der Apostolischen Konstitution Christi iussum  zum Bistum, das den Namen Louis Trichardt-Tzaneen annahm. Am 18. Juli 1987 nahm es den heutigen Namen an.

## Ordinarien

### Apostolischer Präfekt von Louis Trichardt
- John Thomas Durkin MSC (15. Februar 1963 – 16. November 1972)

### Bischöfe von Louis Trichardt-Tzaneen
- John Thomas Durkin MSC (16. November 1972 – 22. Juni 1984)
- Hugh Patrick Slattery MSC (22. Juni 1984 – 18. Juli 1987)

### Bischöfe von Tzaneen
- Hugh Patrick Slattery MSC (18. Juli 1987 – 28. Januar 2010)
- João Noé Rodrigues (seit 28. Januar 2010)